# Brachychiton gregorii
Brachychiton gregorii là một loài thực vật có hoa trong họ Cẩm quỳ. Loài này được F.Muell. mô tả khoa học đầu tiên năm 1857.